# Zanger

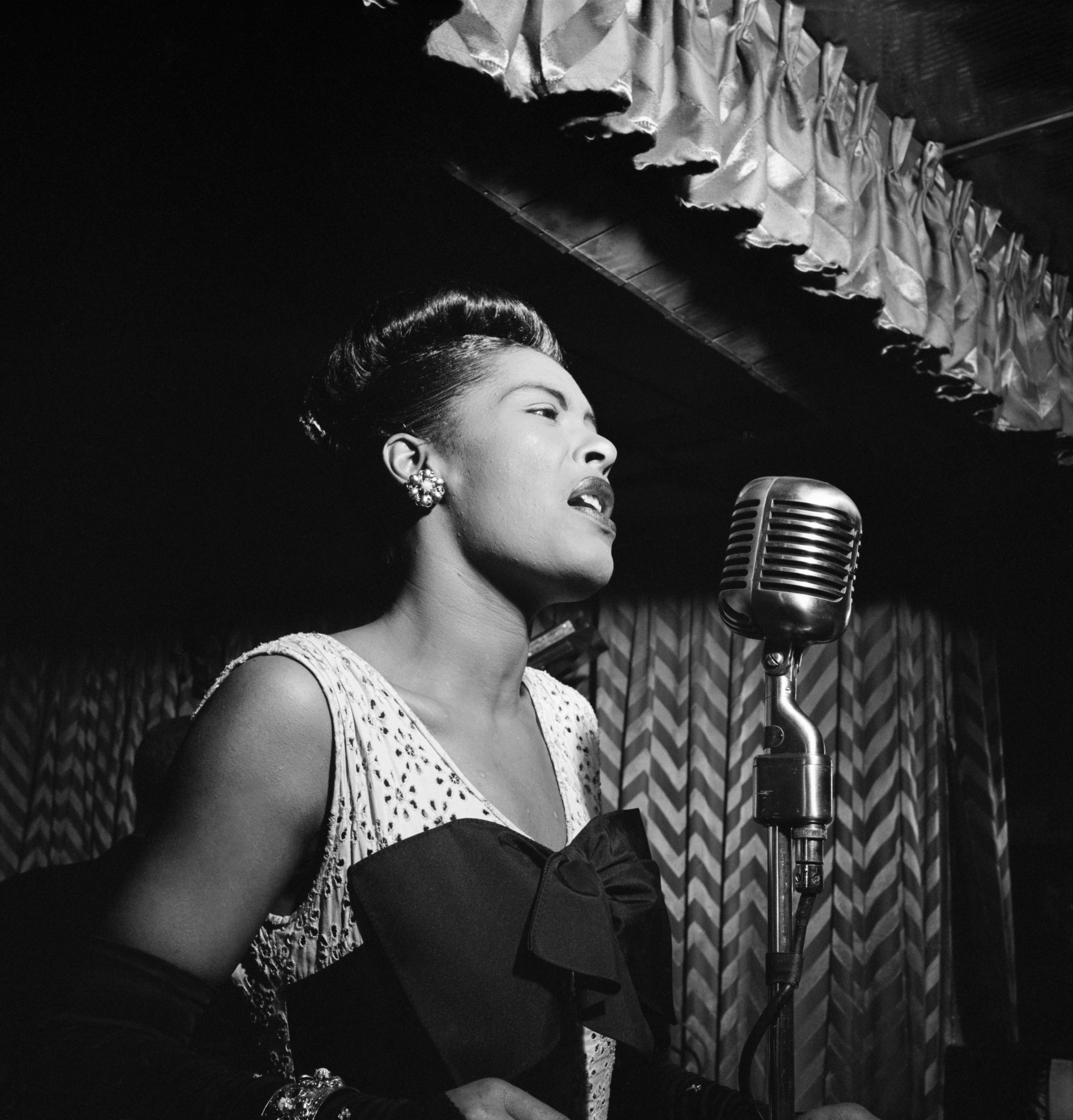
Zangeres Billie Holiday in 1947

Een zanger(es) of vocalist(e) is een beoefenaar van de zangkunst. Een zanger kan beroepsmatig of als hobby zingen.
Iemand die zingen als beroep beoefent wordt ook wel vocalist genoemd. Omdat de verschillende muziekstijlen elk hun eigen stemtechniek vereisen, specialiseren de meeste zangers zich in een of enkele stijlen, zoals opera, het klassieke lied, jazz of pop. Ook binnen muziekstijlen kunnen verschillende soorten zang voorkomen, zoals belcanto, keelzang, grunten, rap, het gebruik van de falsetstem en Sprechgesang.
Zangers kunnen naast het brengen van amusement in verschillende functies optreden, zoals het bewieroken van leiders, het bewaren van traditionele verhalen (de West-Afrikaanse griot), het overbrengen van nieuws of het uitdrukken van ideeën (de protestzanger). Historische voorbeelden zijn de bard, de troubadour en de marktzanger. Verschillende religies kennen voorzangers (cantors) die de religieuze teksten of gebeden voordragen of zingen (soms gecombineerd met samenzang), zoals de joodse chazan in de synagoge, terwijl de muezzin moslims meestal op melodieuze wijze oproept tot het gebed.
Zangers kunnen worden ingedeeld naar het bereik in toonhoogte, zoals sopraan, alt, tenor of bas. Zangers kunnen worden begeleid door muziekinstrumenten. Zang zonder instrumentbegeleiding heet "a capella".